# Darth Vader
Darth Vader [dárθ vêjder] je izmišljena oseba in verjetno eden najbolj znanih negativcev filmske znanstvene fantastike. Pod tem imenom se pojavi v petih od osmih filmov dvojne trilogije Vojna zvezd in sicer v epizodah III-VI-IV.

## Zgodba
Pravo ime, ki ga Darth Vader nosi v prvih treh epizodah serije, je Anakin Skywalker. Kot majhnega dečka ga v prvi epizodi na puščavskem planetu Tatooine sreča Jedi Qui-Gon Jinn in v njem prepozna ogromen potencial povezanosti s Silo, zaradi česar ga pripelje pred zbor Jedijev, da bi ga lahko izuril kot svojega učenca. Qui-Gon na koncu prve epizode umre, zato njegovo urjenje prevzame mladi Obi-Wan Kenobi.
Med drugo epizodo se Anakin zbliža s Padmé Amidala, vplivno članico galaktičnega senata, ki se sooča z vedno hujšimi bitkami proti separatistom, ki se želijo odcepiti. Na koncu filma izbruhne vojna med senatom in separatisti, Anakin in Padmé pa se na skrivaj poročita.
V tretji epizodi Anakin dokončno prestopi na temno stran, ko v sanjah vidi smrt svoje žene Padmé, kar ga pripelje na rob obupa. Rešitev vidi v svojem prijatelju, kanclerju Palpatinu, za katerega se izkaže, da je že dolgo iskani Sith. S pomočjo vojakov pobijeta skoraj vse preostale Jedije, razen Obi-Wana in Yode. Prvi v spopadu z Anakinom tega smrtno rani, a ga Palpatine s pomočjo aparatov ohrani pri življenju. Darth Vader, kakor se Anakin imenuje zdaj, si nadene črno masko, ki postane njegov prepoznavni znak.
Četrta epizoda se odvija skoraj dvajset let po tretji, ko sta Anakinova otroka Luke in Leia, ki sta živela ločeno in pri posvojiteljih, že odrasla. Začneta se boriti proti galaktičnemu Imperiju, ki ga vodita Palpatine in Vader.
V peti epizodi se Luke sooči z Vaderjem, ki mu pove, da je njegov oče. Skuša ga prepričati, naj prestopi na temno stran, a Luke se mu upre in pobegne. Dokonča svoje urjenje pri Yodi in po njegovi smrti postane zadnji živeči Jedi (Obi-Wan umre v četrti epizodi med spopadom z Vaderjem).
Šesta epizoda se odvija med vrhuncem upora proti Imperiju. Luke in Vader se še zadnjič soočita, tokrat na krovu druge Zvezde smrti. Palpatine sprevidi, da se Luke ne bo pustil premamiti na temno stran, zato ga skuša ubiti. Vader se končno vrne na pravo pot in Palpatina vrže v brezno, pri tem pa je tudi sam smrtno ranjen. Luke pobegne iz razpadajoče ladje in Vader, zdaj spet Anakin Skywalker, se pridruži Yodi, Obi-Wanu in drugim Jedijem v Sili.

## Filmi
Anakina Skywalkerja je v filmih režiserja Georga Lucasa upodobilo kar pet igralcev:
- Jake Lloyd kot otrok Anakin v prvi epizodi
- Hayden Christensen kot mladi Anakin v drugi in tretji epizodi; pod kostumom kot Vader po preobrazbi v tretji epizodi; kot duh Anakina v digitalno obnovljeni DVD izdaji šeste epizode
- James Earl Jones kot glas Vaderja pod masko v tretji, četrti, peti in šesti epizodi ter v Rogue One: Zgodbi vojne zvezd
- David Prowse pod kostumom Vaderja v četrti, peti in šesti epizodi
- Sebastian Shaw kot umirajoči Vader na koncu šeste epizode; kot duh Anakina v originalni izdaji šeste epizode
- Spencer Wildling igra Darth Vaderja v Rogue One: Zgodbi vojne zvezd
- Daniel Naprous tudi igra Darth Vaderja v Rogue One: Zgodbi vojne zvezd

- Bob Anderson (kaskader) pod kostumom Vaderja v šesti epizodi kot dvojnik Davida Prowsa (zaradi nesoglasij med Lucasom in slednjim)

## Ime
Beseda Vader v nizozemščini pomeni »oče«, kar nakazuje vez med Darthom Vaderjem in Lukom Skywalkerjem.